# Hyndman Peak
Hyndman Peak je hora na jihu Custer County, ve střední části státu Idaho, na severozápadě Spojených států amerických.
Hyndman Peak je s nadmořskou výškou 3 660 metrů nejvyšší horou pohoří Pioneer Mountains a jedna z nejvyšších hor v Idahu.
Do roku 1934 byl Hyndman Peak považován za nejvyšší vrchol Idaha. V té době bylo zjištěno, že jím je severovýchodně ležící Borah Peak ze sousedního pohoří Lost River Range. Hora je pojmenovaná podle Williama Hyndmana, veterána občanské války, známého právníka a obchodníka v oblasti důlního průmyslu.